# برنارد لاکومب
برنارد لاکومبه (به فرانسوی: Bernard Lacombe) بازیکن فوتبال و مهاجم اهل فرانسه است که از سال ۱۹۷۳ تا ۱۹۸۴ میلادی عضو تیم ملی فوتبال فرانسه بوده‌است. وی در ۳۸ بازی ملی حضور داشته است و در بازی‌های ملی‌اش ۱۲ گل به ثمر رساند.